# Mimoecthispa
Mimoecthispa là một chi bọ cánh cứng trong họ Chrysomelidae.
Chi này được miêu tả khoa học năm 1927 bởi Pic.

## Các loài
Chi này gồm các loài:
- Mimoecthispa irregularis (Pic, 1927)